# Chile la Jocurile Olimpice de vară din 2016
Chile a participat la Jocurile Olimpice de vară din 2016 de la Rio de Janeiro în perioada 5 – 21 august 2016, cu o delegație de 42 de sportivi, care a concurat în 16 sporturi. Pentru a doua oară succesiv, nu a primit nicio medalie.

## Participanți
Delegația chiliană a cuprins 42 de sportivi: 25 de bărbați și 17 femei. Cel mai tânăr atlet din delegație a fost arcașul Ricardo Soto (17 ani), cel mai bătrân a fost jucătorul de golf Felipe Aguilar (42 de ani).
| Sport        | Masculin | Feminin | Total |
| ------------ | -------- | ------- | ----- |
| Atletism     | 5        | 5       | 10    |
| Canotaj      | 2        | 2       | 4     |
| Ciclism      | 1        | 1       | 2     |
| Echitație    | 1        | 0       | 1     |
| Gimnastică   | 1        | 1       | 2     |
| Golf         | 1        | 0       | 1     |
| Haltere      | 1        | 1       | 2     |
| Judo         | 1        | 0       | 1     |
| Natație      | 1        | 1       | 2     |
| Navigație    | 5        | 4       | 9     |
| Taekwondo    | 1        | 0       | 1     |
| Tenis        | 2        | 0       | 2     |
| Tir          | 0        | 1       | 1     |
| Tir cu arcul | 1        | 0       | 1     |
| Triatlon     | 0        | 1       | 1     |
| Volei        | 2        | 0       | 2     |
| Total        | 25       | 17      | 42    |